# Iotaphora
Iotaphora là một chi bướm đêm thuộc họ Geometridae.

## Các loài
- Iotaphora admirabilis (Oberthur, 1884)
- Iotaphora iridicolor (Butler, 1880)